# 나주 김씨
나주 김씨(羅州金氏)는 전라남도 나주시를 본관으로 하는 한국의 성씨이다.

## 역사
나주김씨 대동보인 1786년 병인보 및 1832년 임진보 서문에 의하면 시조 김운발(金雲發)은 경순왕의 후예로 그의 음덕(蔭德)을 입어 고려조에 사정(司正)을 지냈다고 한다. 
시조 김운발(金雲發)은 경순왕 과 박씨부인의 차자(季子)인 김굉(황)의 큰아들이다. 부왕인 경순왕이 고려에 천년사직을 양위하려 하자 이에 반대하여 해인사(海印寺)로 들어가 산인(山人. 중)이 되었는데, 그의 큰 아들이 운발(雲發)과 작은 아들이 우발을 두었으며 큰아들인 운발(雲發)이 나주군(羅州君)에 봉해짐에 따라 그의 후손들이 나주를 관향으로 하였다.
후손 김극순(金克淳)이 대장군 안로현주(安老縣主)에 봉해지면서 고관대작이 나오게 되었다. 6세 김대경(金臺卿)은 호가 월당(月塘)으로 보문각 대제학에 오르고, 행적이 동문선(東文選)에 드러나 있으며, 아들 김가구(金可久)는 예의판서(禮儀判書)를 지냈다.
조선시대 들어 김정준(金廷雋)은 태종때 동북면 난을 평정한 공을 세우고, 중군총제(中軍摠制)를 역임하였으며 가문을 중흥시켜 후손들이 그를 중시조(中始祖)로 모시고 있다.
김경석(金景錫)은 을묘년에 왜구를 토벌 평정하여 관직이 돈녕부사(敦寧府事)에 이르렀으며, 증손 김진(金鎭)은 호가 매헌(梅軒)인데 호남수사(湖南水使)로서 병자호란을 만나 막내 동생 한송공(寒松公) 김익(金釴)과 함께 임금을 호종(扈從)하였으므로 공적이 녹권(錄券)에 기록되었다. 김적(金適)은 호가 취암(鷲巖)으로 서원(書院)에 배향되어 있으며, 아들 김충수(金忠秀)는 벼슬이 호참(戶參)이며 임진왜란 때의 공으로 녹권 일등에 오르고 무안 우산사(牛山祠)에 제향되었다.

## 본관
나주는 전남의 중서부에 위치한 고장으로, 백제시대에는 발라군이었다가, 신라 경덕왕이 금산군으로 고쳤다. 후백제시대에는 견훤이 이곳을 본거지로 삼았고, 후에 고려 태조 왕건이 점령하여 나주라 개칭하였다. 1018년(고려 현종 9)에 거란의 침입으로 왕이 일시 이곳에서 피난한 인연이 있어 목으로 승격되었다.
조선 세조 때에 나주 목사는 진을 두고 영암·영광의 2군과, 함평·고창·광산·장성·진원·무장·남평·무안의 8현을 관할하였다. 조선후기 면리제가 정비되면서 나주목은 38개 면과 현 신안군 일대 30여개 이상의 도서를 관할하는 목사고을로 많은 호구와 전결을 보유하고 교통으로 청암도와 조은으로 영산창을 가진 큰 고을이었다.
1895년 (조선 고종 32)에 지방제도 개혁으로 전국을 23부로 구분하면서 나주부가 되어 관찰사가 주재했다. 이듬해에 다시 전국 행정구역을 13도로 개편하면서 나주부가 폐지되고 나주목이 나주군이 되어 전남의 1등군이 되고, 전남의 행정중심이 광주로 옮겨졌다.

## 분파
- 인충 공파 : 후손 김인충(金仁忠)은 고려조에 강화진 좌령 낭장(左領 郎將)을 역임하였는데, 고려가 망하자 1403년경 제주시 애월읍에 정착하였다. 후손들이 그를 제주 입도조로 삼아 세계를 이어오고 있다.

## 분적
- 금성 김씨 : 시조 김대경(金臺卿)은 호가 월당(月塘)으로 고려말에 보문각 대제학을 역임하였는데, 안로현(安老縣. 금성의 고호)에 기거한적이 있어 후손들이 그를 시조로 하고 본관을 금성으로 하였다.
- 안로 김씨 : 시조 김지경(金之敬)은 경순왕의 후예로 상계가 실전되어 계대를 상고할 수 없으나, 일설에 나주 김씨 시조 김운발의 후손이거나, 호장 중윤 김득장(金得章)의 후손이라 한다. 후손들이 누대에 걸쳐 나주의 속현인 안로에 세거하면서 관향을 안로로 하게 되었다.[2]
- 교하 김씨 : 시조 김맹정(金孟貞)은 나주 김씨 시조 김운발의 후손으로, 1135년(고려 인종 13) 묘청의 난을 토평한 공으로 교하군(交河君)에 봉해졌다. 후손들이 그를 시조로 삼고 본관을 교하(交河. 현 파주시)로 하였다.
- 상음 김씨 : 시조 김해봉(金海奉)은 나주 김씨 시조 김운발의 후손으로 참봉 김두강(金斗江)의 둘째 아들로 성균관 진사에 급제했다. 그를 시조로 하고 관향을 상음으로 하게 된 연유에 대해서는 알 수 없으나, 증손 김지휘(金自徽)가 1583년(선조 16) 함경북도 경흥으로 이거한 사적이 《나주김씨 세보》에 보인다. 그래서 후손들이 본관을 상음(霜陰) 안변(安邊)으로 하고 그를 시조로 삼은 듯하다.
- 해주 김씨 : 시조 김우한(金佑漢)은 나주 김씨 시조 김운발의 후손으로 1504년(연산군 10) 별시 문과에 급제하고 대동찰방을 지냈다. 해주(海州)를 본관으로 하게 된 연유는 확실하지 않으나, 국조방목에 그의 본관이 해주(海州)로 되어 있다.[3]

## 인물

### 고려 인물
- 김극순(金克淳) : 대장군 안로현주(安老縣主)를 지냈다.
- 김수연(金守淵) : 문과에 급제하여 은청광록대부, 추밀원부사를 거처 병부상서를 지냈다.
- 김성고(金成固) : 김수연의 아들로 중정대부, 전의령을 지냈다.
- 김대경(金臺卿) : 김성고의 아들로, 호는 월당(月塘)이며, 시호가 문충(文忠)이다. 보문각 대제학에 오르고, 행적이 동문선(東文選)에 올렸다. 나주 안로현에 기거한 적이 있어 후손들이 금성에 살게되면서 본관을 금성으로 하는 금성 김씨(錦城 金氏) 시조가 되었으며[4] 무안 우산사(牛山祠)에 제향되었다.
- 김가구(金可久) : 김대경의 아들로  예의판서(禮儀判書)를 지냈다.
- 김천구(金千久) : 김가구의 동생으로 무오년 난리에 절개를 지키다가 순절하였다.

### 조선 인물

#### 김대경 계열
- 김정준(金廷雋) : 김가구(金可久)의 아들로 조선 태조 때 출사하여 태종때 동북면 난을 평정한 공을 세웠다. 광주목사, 제주목사, 호조참의, 전라도 도관찰사, 해주목사, 함길도 도관찰사, 함길도 병마 도절제사 겸 판길주목사, 전주 부윤, 중군 총제를 역임했다. 후손들이 중시조로 모시고 있다.
- 김양(金壤) : 김정준의 장남으로 청주·해주목 판관을 지냈다.
- 김증(金增) : 김정준의 차남으로 사옹원 직장으로 계유정난의 피해자인 김종서장군의 사위다.
- 김도(金堵) : 김정준의 3남으로 계유정난 공신으로 대장군에 봉해지고 금성군에 책봉되었다.
- 김경근(金敬近) : 김양의 장남으로 좌군 섭사용, 형조참의에 증직되었다.
- 김취장(金就章) : 김증의 아들로 문과에 오른 후 단종조에 의성 현령을 지내다가 외조부 김종서장군의 화를 애통히 여겨 금성대군 이유(李瑜)와 더불어 단종 복위를 꾀하다 실패하여 뜻을 이루지 못하자 산중에 은거하였다.
- 김경석(金景錫) : 김정준의 현손. 호가 용주(龍洲). 1515년(중종10) 무과 급제하여 만포·강계의 부사 첨사를 지냈으며, 1555년 을묘왜변때 방어사로 종질 김적과 함께 호남 지방에 침입한 하 왜구를 격퇴시키는 큰 공을 세워 돈녕부사에 이르렀다.
- 김적(金適) : 호가 취암(鷲岩)으로 1543년(중종 38) 식년시에 합격하여 통훈대부 광주목사를 역임하였으며, 왜구를 격퇴한 공적을 세웠다. 무안 우산사(牛山祠)에 제향되었다.
- 김충수(金忠秀) : 김적(金適)의 아들로 자가 중심(中心), 호가 귀암(龜巖)으로 임진왜란 때 의병을 일으켜 전공을 세워 선무원종공신에 책록되고, 호조참판에 제수 되었다. 정유재란때 부인 금성 나씨와 함께 순절하여 1799년(정조 23년) 정려가 포장되고, 고향 무안에 정려각을 건립하였다. 이후 1913년 후손들이 지금의 자리인 충남 공주로 이전하였다. 무안 우산사(牛山祠)에 제향되었다.
- 김예수(金禮秀) : 대제학 김대경(金臺卿)의 후예이다. 1592년(선조 25) 임진왜란이자 일어나 선전관 정봉수(鄭鳳壽)와 함께 의병을 일으켰다. 이후 자형(姊兄) 충의공(忠毅公) 최경회(崔慶會)가 의병을 모집하자, 그 의병 부대도 합류하여 왜군들을 크게 물리쳤다. 그 후 1593년(선조 26) 6월 왜군이 진주성을 또다시 공격당하자 그는 최경회, 창의사 김천일(金千鎰), 충청도병마절도사 황진(黃進), 복수의병장 고종후(高從厚) 등과 함께 진주성을 사수하기 위해 애를 썼으나, 9일 만에 진주성이 함락되자 최경회를 따라 남강(南江)에 투신하여 순절하였다. 무안 우산사(牛山祠)에 제향되었다.
- 김덕수(金德秀) : 학자로 이름이 났으며, 무안 우산사(牛山祠)에 제향되었다.
- 공조좌랑 김복남(金福男), 부호군 김세빈(金世彬), 전라관찰사 김장송(金長松), 남원부사 김몽동(金夢東), 김난익(金蘭益), 김효신(孝藎), 현감 김우증(金祐澄), 동지중추부사 김상구(金相九), 이등공신 김언호(金彦浩)등의 후손이 있다.

#### 김인충 계열
- 김인충(金仁忠) : 제주 입도조(入島祖)이다. 강화진 좌령낭장을 역임하고 고려가 망하자 1403년(태종 3)경 제주목 애월읍 고내봉 부근 구엄리에 정착하였다. 그를 비롯한 아들 김계전(金季全), 손자 김여수(金濾水) 3위(位)의 실전 묘역을 제주시 노형동에 조성하여 매년 음력 3월 시제를 모시고 있다.[5]
- 김성조(金成祖) : 김인충의 5세손으로 1555년(명종 10) 6월 을묘왜변때 왜구들이 제주도를 침범하여 제주성을 포위하자 제주목사 김수문(金秀文) 등이 항거할 때, 지인(知印)이라는 낮은 신분으로 현역 군인이 아니었음에도 불구하고 갑사(甲士)로 지원하여 정로위(定虜衛) 김직손(金直孫)등과 함께 남수곽(南水郭)에서 선봉에 서서 왜구를 격퇴하는 큰 공을 세웠다. 이에 포상과 건공장군의 칭호를 받았다. 그의 무훈으로 인하여 삼대가 증직의 은전을 받았다.
- 김성지(金成祉) : 김성조의 아우로 1556년 병진왜변 때 관민들과 힘을 합하여 어려움을 극복했다. 어모장군에 제수되었다.
- 김용호(金用瑚) : 김성조의 아들로 무신으로 발탁되어 전라도 순천 방담첨사를 행임하면서, 임진왜란 때 왜구를 물리치는데 공이 있었다.
- 김용련(金用璉) : 김용호의 아우로 승의부위를 지냈다.
- 김흥운(金興運) : 제주목사를 지냈다.

### 현대 인물
- 김용무(金用茂) : 전남 무안 출생, 대한민국 법조인, 정치인, 미군정시 대법원장, 6.25 전쟁 때 납북
- 김용현(金用鉉) : 전남 무안 출생, 대한민국 정치인, 제헌국회의원, 6.25 전쟁 때 납북
- 김웅진(金雄鎭) : 경기 화성 출생, 대한민국 정치인, 제헌국회의원, 2대민의원, 6.25 전쟁 때 납북
- 김의형(金義衡) : 충남 공주 출생, 한성학원 이사장, 한성여·중고 설립, 한성대학교 설립, 국민훈장 동백장
- 김의택(金義澤) : 전남 함평 출생, 대한민국 정치인, 신민당 수석부총재, 민권당 총재.
- 김계원(金桂元) : 경북 영주 출생, 제18대 육군참모총장, 제5대 중앙정보부장, 제5대 대통령비서실장
- 김근학(金謹鶴) : 충북 청원 출생, 교육부 감사담당관, 편수담당관, 대한민국 학술원 사무국장, 충북, 대전 부교육감
- 김성덕(金成德) : 경기 남양 출생, 대학교수, 공학박사
- 김우영(金禹榮) : 충남 서천 출생, 소설가, 수필가, 한국문인협회회원, 문학박사
- 김창석 : 충남 보령 출생, 대법관
- 김철주 : 전남 무안군수
- 김지형 : 전북 부안 출생, 대법관
- 김광기 : 대학교수, 사회학자
- 김복기 : 대전 출생, 건축시공기술사, 삼성디스플레이 임직원, 종로기술사학원 외래교수, 공학석사, 작가
- 김영철 : 제주 출생, 서양화가,

## 과거 급제자
조선시대 문과 급제자 8명을 배출하였다.
고려 문과 (2명)
김성고(金成固) 김대경(金臺卿)
조선 문과 (8명)
김대규(金大圭) 김상려(金相礪) 김소하(金韶夏) 김영업(金英業) 김영집(金英集) 김적(金適) 김초보(金楚寶) 김형중(金衡重)
무과 (79명)
김경춘(金京春) 김경환(金擎煥) 김관초(金觀初) 김구정(金九鼎) 김구정(金九鼎)
김귀소(金貴素) 김기정(金起鼎) 김끝남(金唜男) 김담(金淡) 김대남(金大男) 김득룡(金得龍) 김득문(金得文) 김막쇠(金莫金) 김명길(金命吉) 김복(金福) 김봉채(金鳳彩) 김상경(金尙鏡) 김상돈(金尙敦) 김석기(金碩起) 김성구(金成九) 김성인(金聲仁) 김성장(金聲章) 김세진(金世珍) 김세흥(金世興) 김세흥(金世興) 김쇠동(金伊同) 김수명(金壽鳴) 김순찬(金順贊) 김승익(金承益) 김시원(金時元) 김시찬(金時贊) 김신검(金慎儉) 김신영(金信永) 김여구(金麗鉤) 김여원(金麗元) 김영신(金榮臣) 김옥(金鋈) 김완수(金完壽) 김용갑(金龍甲) 김운(金雲) 김윤서(金潤瑞) 김응룡(金應龍) 김응신(金應信) 김응운(金應運) 김응현(金應賢) 김의일(金義一) 김자신(金自新) 김장로(金長魯) 김재추(金在秋) 김적(金積) 김종덕(金宗德) 김종엽(金宗曄) 김종원(金從元) 김종일(金從一) 김준필(金俊弼) 김중기(金重基) 김중백(金重白) 김중삼(金重三) 김중하(金重夏) 김진광(金震光) 김진석(金進碩) 김진호(金震皓) 김찬(金贊) 김찬재(金贊載) 김처곤(金處坤) 김초만(金楚萬) 김춘남(金春男) 김충익(金忠益) 김취장(金就章) 김치형(金致亨) 김태문(金兌文) 김풍월(金風月) 김필영(金必永) 김헌(金獻) 김흥삼(金興三) 김흥운(金興運) [금성 김씨(錦城 金氏) : 김중익(金重益) 김언춘(金彦春)]
진사시 (18명)
김경로(金慶魯) 김국로(金國鷺) 김긍현(金兢鉉) 김낙영(金樂英) 김능익(金能益)
김대용(金大鏞) 김덕수(金德秀) 김덕준(金德駿) 김도제(金道濟) 김두환(金斗煥) 김수극(金守極) 김수업(金秀業) 김이형(金以衡) 김정환(金鼎煥) 김준각(金濬珏) 김창석(金昌錫) 김태모(金泰模) 김흥식(金興植)
생원시 (18명)
김곽(金钁) 김규엽(金奎燁) 김능원(金能元) 김만지(金萬址) 김면기(金冕基)
김삼로(金三老) 김상교(金尙敎) 김성오(金成五) 김성호(金性昊) 김승구(金昇求) 김응보(金膺輔) 김익(金釴) 김종원(金鍾源) 김초보(金楚寶) 김초재(金楚材) 김충수(金忠秀) 김치용(金致鏞) 김형(金衡)
역과 (9명)
김극강(金克剛) 김수민(金壽民) 김수욱(金壽郁) 김여공(金汝恭) 김예범(金禮範) 김위현(金偉賢) 김익규(金翊奎) 김절규(金晢奎) 김처강(金處剛)

## 집성촌
- 전남 무안군 청계면 학유정
- 충북 옥천군 군북면 증약리
- 충북 청주시 상당구 미원면 대덕리
- 충북 청주시 청원구 북이면 금대리
- 충남 공주시 탄천면 견동리, 대학리
- 충남 청양군 대치면 오용리
- 평남 성천군 통선면 덕암리
- 평북 태천군 강동면 덕화동
- 평북 영변군 태평면 관상동
- 평북 박천군 서면 운포동
- 충남 홍성군 홍북면 대동리
- 경기 화성시 남양읍 남양리(행가울)

## 인구
- 1985년 9,780가구 41,257명
- 2000년 14,387가구 46,420명
- 2015년 51,060명
- 금성 김씨 : 2000년 994가구 3,036명